# Иванов, Фёдор Михайлович (партийный деятель)
Фёдор Михайлович Иванов — советский хозяйственный, государственный и политический деятель. Родился 3 июля 1918г. - умер 24 марта 1997г. Похоронен а Минске.
. Награды ордена: Красного Знамени, два Трудового красного Знамени, два  " Знак Почета", пять медалей и Почётная грамота Верховного Совета Белорусской ССР  в 1943году. Почётная грамота Верховного Совета Белорусской ССР в 1968 году. Медаль " Тридцать лет победы в Великой отечественной войне 1941-1945гг". Награждён медалью "60 лет Вооружённых сил СССР". Указ Президиума Верховного Совета СССР от 28 января 1978 года. Награждён Почётной грамотой Верховного Совета БССР от 30 июня 1978 года. Присвоено почётное звание "Заслуженный экономист БССР" от 26 июня 1979 года. Орден Дружбы Народов Указ Президиума Верховного Совета СССР от 12 июня 1981г. Медаль Сорок лет Победы в Великой отечественной войне 1941-1945гг. Указ от 12.04.1985г. Награждён орденом Отечественной войны 2 мт. Указ от 11.03.1985г.

## Биография
Родился в 1918 году в деревне Стукалино. Член КПСС с 1944 года.
С 1942 года — на хозяйственной, общественной и политической работе. В 1942—1980 гг. — комиссар партизанского отряда «Крепость», секретарь Могилёвского подпольного областного комитета ЛКСМ Беларуси по военной работе, 1-й секретарь Могилёвского областного комитета ЛКСМ Беларуси, 2-й секретарь ЦК ЛКСМ Беларуси, помощник секретаря ЦК КП(б) Беларуси, заместитель заведующего, заведующий Отделом тяжёлой промышленности ЦК КП(б) Беларуси, заместитель заведующего Промышленно-транспортным отделом ЦК КП Беларуси, заместитель заведующего Отделом тяжёлой промышленности ЦК КП Беларуси, секретарь Гродненского областного комитета КП Беларуси, 2-й секретарь Могилёвского областного комитета КП Беларуси, 1-й секретарь Могилёвского промышленного областного комитета КП Беларуси, 2-й секретарь Могилёвского областного комитета КП Беларуси, заместитель председателя Государственного планового комитета СМ Белорусской ССР.
Избирался депутатом Верховного Совета Белорусской ССР.
Кандидат в члены Центрального Комитета КП Беларуси .
Умер 24 марта 1997 года.